# Bolesław Żardecki
Bolesław Cyprian Żardecki herbu Ciołek (ur. 1 sierpnia 1853 w Wiszniowie, zmarł 26 maja 1924 w Łańcucie) – bankowiec, wieloletni poseł do Sejmu Krajowego Galicji VI, VII, VIII, IX i X kadencji (1889–1914), dyrektor Towarzystwa Zaliczkowego w Łańcucie.
Był synem Piotra Żardeckiego (1803-1881) uczestnika powstania listopadowego i Wiosny Ludów. W 1873 ukończył wyższe studium ekonomiczno-finansowe Akademii Technicznej we Lwowie. Pracę bankowca zaczął od stanowiska kasjera w Banku Krajowym we Lwowie, w 1884 został dyrektorem Kasy Zaliczkowej w Łańcucie. W latach 1884–1914 był wicemarszałkiem Rady Powiatowej w Łańcucie. W 1889 został posłem do Sejmu Krajowego z IV kurii okręgu wyborczego Łańcut.
Założył Fabrykę Sukna w Rakszawie, Szkołę Tkacką w Łańcucie, wspólnie z księdzem Antonim Tyczyńskim Szkołę Gospodyń Wiejskich w Albigowej. W 1893 otrzymał tytuł Honorowego Obywatela Łańcuta. W 1907 doprowadził do utworzenia gimnazjum w Łańcucie. W 1908 został członkiem Rady Naczelnej PSL, od 1913 PSL "Piast". Na zlecenia Wincentego Witosa przygotował program reformy rolnej. Członek Towarzystwa Kółek Rolniczych we Lwowie, prezes jego Zarządu Powiatowego w Łańcucie (1914).
Został pochowany na cmentarzu komunalnym w Łańcucie.